# نووتروینکا
نووتروینکا (به لاتین: Novotroyenka) یک منطقهٔ مسکونی در روسیه است که در سرزمین آلتای واقع شده‌است.